# 1520 Sedgwick Avenue
Pour les articles homonymes, voir Sedgwick.
1520 Sedgwick Avenue est un immeuble d'habitation à loyer modéré situé à Morris Heights, quartier populaire de l'arrondissement du Bronx, à New York. 
Considéré comme le berceau du hip-hop, il est en 2007 reconnu comme tel et candidat à une protection historique officielle par le Bureau des parcs, des loisirs et de la préservation historique de l'État de New York, organisme de protection du patrimoine historique de l'État de New York.